# Euscelophilidius denticulatus
Euscelophilidius denticulatus is een keversoort uit de familie bladrolkevers (Attelabidae). De wetenschappelijke naam van de soort werd in 1995 gepubliceerd door Zhang.